# Picot negre eurasiàtic
El picot negre, formiguer o caproig (Dryocopus martius) és una espècie d'ocell de l'ordre dels piciformes que, als Països Catalans, és comú als Pirineus i Prepirineus. És el símbol del Parc Natural del Cadí-Moixeró, raó pel qual l'informatiu d'aquest parc també porta el nom d'El picot negre.

## Morfologia

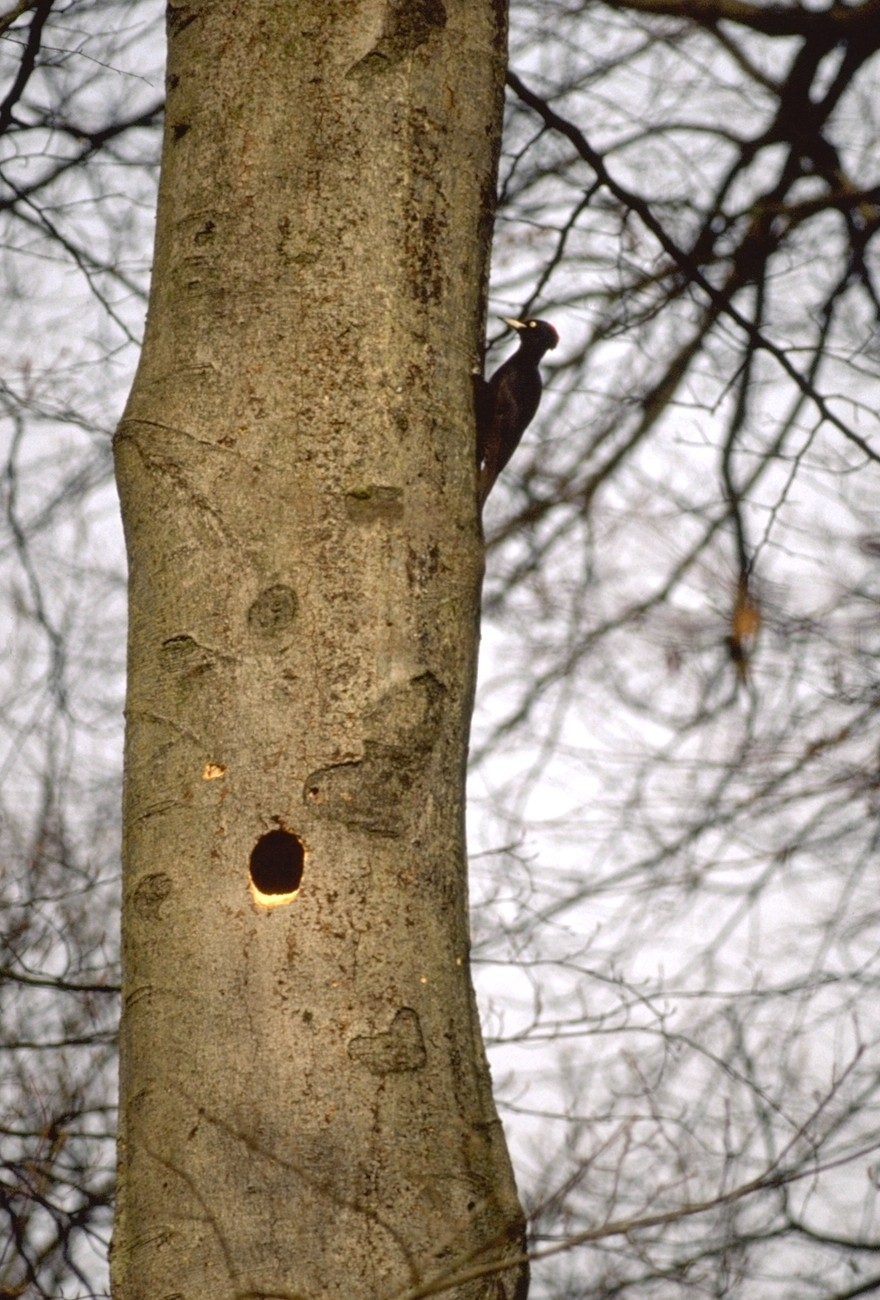
Niu de picot negre fotografiat a la Picardia.

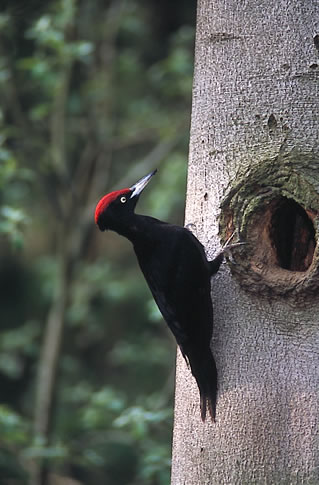
Picot negre mascle.

- És el més gros dels picots amb 46 cm de llargària total i 67-73 cm d'envergadura alar.
- Pesa entre 300 i 350 g.[6]
- Color negre amb els ulls grocs.
- Iris de l'ull de color blanc.
- El mascle té tot el pili roig i la femella una taca roja al clatell.
- Bec clar.

## Subespècies
- Dryocopus martius khamensis
- Dryocopus martius martius
- Dryocopus martius pinetorum[7]

## Reproducció
A l'abril-maig, la parella de picots negres forada un tronc gran d'un faig o d'una conífera (els és indiferent un arbre vell o un de jove) i el folren molt poc, amb sorra i encenalls. Hi coven quatre ous i alimenten els petits que en neixin. La cova dura 12 dies i la fase d'alimentació entre 24 i 27 dies. Igual que el picot verd, els progenitors regurgiten l'aliment a l'hora de nodrir els novells.

## Alimentació
Menja cireres i llavors, tot i que la base de la seua dieta són les formigues.

## Hàbitat
Viu a les fagedes i boscs muntanyencs de coníferes. Al Principat de Catalunya es troba restringit a les àrees pirinenques de boscos subalpins, on viu de forma sedentària, encara que els joves poden efectuar desplaçaments curts. Al País Valencià, a primers de 2019, es va detectar una petita població reproductora a Penyagolosa.

## Distribució territorial
Es troba a Euràsia.

## Costums
- És un ocell diürn.
- Fa un vol més pesat i no tan ondat com la resta de picots.
- Si bé és un ocell difícil de veure, es pot localitzar gràcies a les típiques tamborinades, soroll que produeix en colpejar les branques seques amb el bec, sobretot a partir del març.

## Conservació
Per una banda, es veu molt afectat per la degradació dels boscos alpins, però, per una altra, sembla que la població de la Catalunya occidental prospera sensiblement. De totes maneres, és molt difícil d'assegurar res perquè moltes vegades no se n'arriben a trobar els nius i els estudis estadístics s'han de basar únicament en els senyals acústics.